# Lucjan Lik
Lucjan Lik (ur. 13 kwietnia 1919 w Łodzi, zm. 11 lutego 2003) – polski dyplomata, ambasador w Iraku i Kuwejcie (1972–1976) oraz Indonezji (1980–1984).

## Życiorys
Pochodził z rodziny robotniczej. Brał udział w kampanii wrześniowej. W czasie okupacji niemieckiej pracował w leśnictwie oraz księgowy. Ukończył studia ekonomiczne w Szkole Głównej Handlowej, prawnicze na Uniwersytecie Łódzkim oraz polityczno-ideologiczne w Instytucie Kształcenia Kadr Naukowych przy KC PZPR. W latach 1946–1949 był zatrudniony na stanowiskach kierowniczych w Centralach Handlu Przemysłu Papierniczego oraz Włókienniczego. Od 1951 pracował jako lektor KC PZPR, a w latach 1954–1956 był dyrektorem departamentu w ministerstwie rolnictwa. Od 1956 zatrudniony w MSZ, był m.in. wicekonsulem generalnym w Sydney (1957–1960), następnie pracował jako I sekretarz Misji Wojskowej w Berlinie Zachodnim (1964–1968). W latach 1972–1976 pełnił misję ambasadora PRL w Iraku i Kuwejcie, następnie w Indonezji (od 1980 do 1984). 
Odznaczony Krzyżem Kawalerskim Orderu Odrodzenia Polski Złotym i Srebrnym (1955) Krzyżem Zasługi oraz Medalem 10-lecia Polski Ludowej (1955).